# Transport
Transport predstavlja kretanje ljudi, životinja ili dobara s jednog mjesta na drugo. Mediji transporta uključuju: zrakoplovstvo, željeznicu, cestovni promet, pomorski promet, žičare, cjevovodni transport i svemirske letove. Transport je važan jer omogućava trgovinu. Područje se može podijeliti na infrastrukturu, vozila i operacije.
Transportna infrastruktura sastoji se od određenog broja infrastrukture što uključuje: ceste, željeznice, zračne linije, vodene puteve, kanale i cjevovode, kao i terminale kao što su zračne luke, željezničke postaje, autobusne postaje, skladišta, prijevozničke terminale, skladišta za punjenja goriva (uključujući pristaništa i benzinske pumpe) i morske luke. Terminali mogu biti korišteni za razmjenu putnika i tereta, kao i za održavanje.
Vozila koja putuju na ovim transportnim mrežama mogu uključivati: automobile, bicikle, autobuse, vlakove, kamione, ljude, helikoptere, plovne objekte, svemirske letjelice i zrakoplovstvo. Transportne operacije bave se načinom na koji se upravlja vozilima i procedurama propisanim za tu svrhu, uključujući financiranje, zakonitost i politiku. U transportnoj industriji, operacije i vlasništvo infrastrukture mogu biti javni ili privatni, ovisno od države.
Putnički transport može biti javni, gdje operatori omogućavaju servise po rasporedu, ili privatni. Teretni transport je postao fokusiran na kontejnerizaciju, iako se transport rasutih materijala koristi za velike količine trajnih predmeta. Transport igra važnu ulogu u ekonomskom rastu i globalizaciji, a većina tipova uzrokuje zagađenje zraka i zauzima velike zemljine površine. Iako je u velikoj mjeri uz subvenciju vlade, dobro planiranje transporta je osnova za protok prometa i smanjenja gužvi.